# معرض النظافة الدولي
معرض النظافة الدولي هو معرضًا عالميًا يركز على الطب والصحة العامة، وأقيم في دريسدن بألمانيا عام 1911. كان الشخصية الرائدة في تنظيم المعرض هو رجل الأعمال والمحسن الألماني Karl August Lingner [الألمانية]، الذي أصبح ثريًا بفضل علامته التجارية لغسول الفم أودول، وكان متحمسًا لتثقيف الجمهور حول التقدم في مجال الصحة العامة. كان لينجنر قد نظم في السابق معرضًا للصحة العامة كجزء من معرض دريسدن البلدي عام 1903، وقد دفعه نجاحه إلى التخطيط لمشروع أكبر.
افتتح المعرض في 6 مايو 1911 بمشاركة 30 دولة، وتم بناء 100 مبنى خصيصًا لهذا الحدث، واستقبل 5 ملايين زائر طوال فترة انعقاده. كان الإحساس الخاص هو الأعضاء الشفافة المحفوظة والمعروضة وفقًا لطريقة ابتكرها فيرنر سبالتهولز. بعد المعرض، أصبح محتوياته متحفًا دائمًا للصحة الألمانية في دريسدن. أدى نجاح المعرض إلى ظهور العديد من المعارض اللاحقة، وأبرزها معرض GeSoLei في دوسلدورف عام 1926.
أقيمت معارض دولية أخرى للنظافة في:
- 1910: بوينس آيرس، الأرجنتين المعرض الدولي المئوي (1910).[2]
- 1913: ليما، بيرو.[3]
- 1914: جنوة، إيطاليا.[4]